# Алонг
Алонг (англ. Along, хинди अलोंग) — город в индийском штате Аруначал-Прадеш. Административный центр округа Западный Сианг.

## География и климат
Средняя высота города над уровнем моря — 618 метров.
Климат города характеризуется как субтропический океанический. Зима — прохладная, лето — тёплое и дождливое. Годовая норма осадков — около 2476 мм; сезон дождей — с мая по сентябрь.

## Население
По данным переписи 2001 года население города составляет 16 834 человека (9499 мужчин и 7335 женщин). Уровень грамотности составляет 69 %, что выше, чем средний по стране показатель 59,5 %. Уровень грамотности среди мужчин — 75 %, среди женщин — 61 %. Доля детей в возрасте младше 6 лет — 15 %. Население города представлено различными коренными этническими группами. Наиболее распространённые языки — гало, ади, хинди, ассамский и английский.

## Транспорт
В 220 км от Алонга расположен аэропорт Лилабари (на границе штатов Ассам и Аруначал-Прадеш).